# Azzano (Premariacco)
Azzano (Daçàn in friulano) è una frazione del comune di Premariacco (Premariâs in friulano) in provincia di Udine.
Il nome deriva da "atfianus agec" (in italiano campo di Attius) e da "accianus agec" (in italiano Attius).
La frazione di Azzano fa parte dell'associazione degli Azzano d'Italia, undici fra comuni e frazioni che portano nel loro nome il termine Azzano e che hanno i cittadini che si chiamano azzanesi: Azzano d'Asti, Azzano Decimo, Azzano Mella, Azzano San Paolo, Castel d'Azzano.

## Storia
La frazione esisteva già in epoca romana, infatti la zona era assegnata ai poderi dei ex legionari della colonizzazione romana. Fu inoltre occupata dai longobardi in epoca medievale, testimoniati dal ritrovamento di alcune tombe di cavalieri longobardi.
Ad Azzano sono presenti la Chiesa di San Girolamo, edificata nel 1640 e la villa Micheloni del 1690 ora ristrutturata.